# 米德爾塞克斯 (新澤西州)
米德爾塞克斯（英語：Middlesex）是位於美國新澤西州米德爾塞克斯縣的自治市鎮。

## 人口
根據2020年美國人口普查的數據，米德爾塞克斯的面積為9.09平方千米，當中陸地面積為9.03平方千米，而水域面積為0.06平方千米。當地共有人口14636人，而人口密度為每平方千米1,610人。